# Siratus cailleti
Siratus cailleti is een slakkensoort uit de familie van de Muricidae. De wetenschappelijke naam van de soort is voor het eerst geldig gepubliceerd in 1856 door Petit de la Saussaye.